# Tours-Angers-Tours
Tours-Angers-Tours est une ancienne course cycliste française, organisée de 1902 à 1925 entre les villes de Tours en Indre-et-Loire (Centre) et d'Angers en Maine-et-Loire (Pays de la Loire).

## Palmarès
| Année | Vainqueur          | Deuxième         | Troisième        |
| ----- | ------------------ | ---------------- | ---------------- |
| 1902  | Joseph Martin      | Gosset           | Letessier        |
| 1903  | Robert Dorange     | Gagnère          | Lecomte          |
| 1905  | Robert Dorange     | Nion             | Bontemps         |
| 1920  | Ali Neffati        | René Gérard      | Léon Brun        |
| 1921  | Georges Gatier     | Robert Grassin   | Léon Brun        |
| 1922  | Jean Hillarion     | Fernand Moulet   | Raoul Petouille  |
| 1923  | Honoré Barthélémy  | Paul Leseault    | Achille Souchard |
| 1924  | Jean Hillarion     | Auguste Robineau | Louis Verbracken |
| 1925  | Alexis Blanc-Garin | Raoul Petouille  | Auguste Robineau |